# Ethan Pocic
Ethan Pocic (Lemont, 5 agosto 1995) è un giocatore di football americano statunitense che milita nel ruolo di centro per i Cleveland Browns della National Football League  (NFL).

## Carriera universitaria
Pocic al college giocò a football con gli LSU Tigers dal 2013 al 2016. Nella sua ultima stagione fu premiato come All-American, inserito nella formazione ideale della Southeastern Conference dall'Associated Press e fu finalista del Rimington Trophy, premio assegnato al miglior centro nel college football.

## Carriera professionistica

### Seattle Seahawks
Pocic fu scelto nel corso del secondo giro (58º assoluto) del Draft NFL 2017 dai Seattle Seahawks. Debuttò come professionista subentrando nella gara del primo turno contro i Green Bay Packers. La prima gara come titolare la disputò nella vittoria contro i New York Giants della settimana 7 e da lì in poi scese sempre in campo come partente nella sua prima stagione, chiusa disputando tutte le 16 gare e venendo inserito nella formazione ideale dei rookie dalla Pro Football Writers of America.
Il 7 settembre 2020 l'allenatore Pete Carroll annunciò che Pocic sarebbe stato il centro titolare per la stagione 2020 a spese del nuovo arrivo B.J. Finney.
Nel marzo del 2021 Pocic firmò un nuovo contratto annuale del valore di 3 milioni di dollari con i Seahawks.

### Cleveland Browns
Il 6 aprile 2022 Pocic firmò con i Cleveland Browns.

## Palmarès
- PFWA All-Rookie Team - 2017